# Vjenceslav Novak
Vjenceslav Novak (Zengg, 1859. szeptember 11. – Zágráb, 1905. szeptember 20.) horvát író, a horvát irodalmi realizmus kiemelkedő képviselője.

## Élete
Apai ágon cseh, anyai ágon bajor szülők gyermeke, akik Horvátországban telepedtek le. Vjenceslav Novak közeli ismerőse volt August Šenoa horvát írónak, aki részben szintén cseh származású. Mindkét író nagy hatással volt a horvát nyelv irodalmivá válásának folyamatára, írói tevékenységük egyben nyelvújítást is jelentett. Jellemző, hogy amíg a horvát nyelvhez legközelebbi nyelvet beszélő szerbek a nyelvújítás során inkább orosz szavakat emeltek a szerb nyelvbe, addig a horvátok, részben Šenoának és Nováknak köszönhetően, előszeretettel fordultak a cseh nyelv felé.

## Művei
Vjenceslav Novak összesen hét regényt írt, első kötete 1881-ben jelent meg Maca címmel. Regényein kívül összesen harminc kisebb elbeszélést publikált, valamint megjelent több esszéje és kritikája is. Novák előszeretettel foglalkozott zenepedagógiai kérdésekkel.
Regényeiben a társasalom szinte minden rétegével foglalkozik. Stílusára jellemző a problémák pszichológiai boncolgatása, a horvát „hétszilvafás nemes” és a dzsentrivilág ellentmondásainak a kiélezése. Műveinek főbb szálai rendszerint visszavezethetők valamilyen megtörtént eseményre. Több alkotását szülővárosának, Zenggnek (Senj) a múltja ihlette.

### Regények
- Pavao Šegota
- Posljednji Stipančići
- Dva svijeta
- Tito Dorčić
- Pod Nehajem
- Nikola Baretić
- Podgorske pripovijesti

### Magyar nyelven
- Marcell Remenić esete (Herceg János)[1]